# Nel Metcalfe
Pour les articles homonymes, voir Metcalfe.
Pas d'image ? Cliquez ici

a Compétitions nationales et continentales officielles uniquement.

b Matchs officiels uniquement.
Dernière mise à jour le 25 juin 2024.
Nel Metcalfe, née le 17 décembre 2004 à Bangor (pays de Galles), est une joueuse internationale galloise de rugby à XV, évoluant aux postes d'arrière ou d'ailier. Elle joue en Angleterre, à Gloucester-Hartpury.

## Biographie
Nel Metcalfe naît le 17 décembre 2004 à Bangor au pays de Galles.
Jusqu'en 2023 elle pratique le rugby à XV au sein du club de Nant Conwy RFC. À l'automne de cette année 2023, elle est retenue pour le WXV avec l'équipe du pays de Galles. Elle fait ses débuts internationaux avant la compétition contre les États-Unis, à seulement dix-huit ans.
En décembre suivant, elle est annoncée dans l'effectif du Gwalia Lightning pour le Celtic Challenge. Au mois de janvier 2024, elle joue ses premiers matchs avec Gloucester-Hartpury en Championnat d'Angleterre après avoir délivré des performances de qualité dans le Celtic Challenge,. En mars, elle inscrit un triplé contre les Harlequins et est retenue pour le Tournoi des Six Nations.
En juin 2024, elle est appelée avec la sélection des moins de 20 ans pour disputer la Six Nations Summer Series.

## Palmarès
- Vainqueur du Championnat d'Angleterre en 2024.